# Fisis
Fisis – dźwięk, którego częstotliwość dla fisis¹ wynosi około 391,9 Hz. Jest to podwyższony za pomocą podwójnego krzyżyka dźwięk f. Dźwięki enharmonicznie równoważne to: g i asas.